# Charles Ergen
Charles Ergen (* 1. März 1953 in Oak Ridge, Tennessee) ist ein US-amerikanischer Unternehmer.

## Leben
Ergen studierte an der University of Tennessee in Knoxville und an der Wake Forest University. Ergen gründete das US-amerikanische Technologieunternehmen EchoStar, das auch Eigentümer und Betreiber der gleichnamigen Satelliten-Flotte ist. Er ist verheiratet, hat fünf Kinder und wohnt mit seiner Familie in Denver, Colorado.